# تنگ سولک

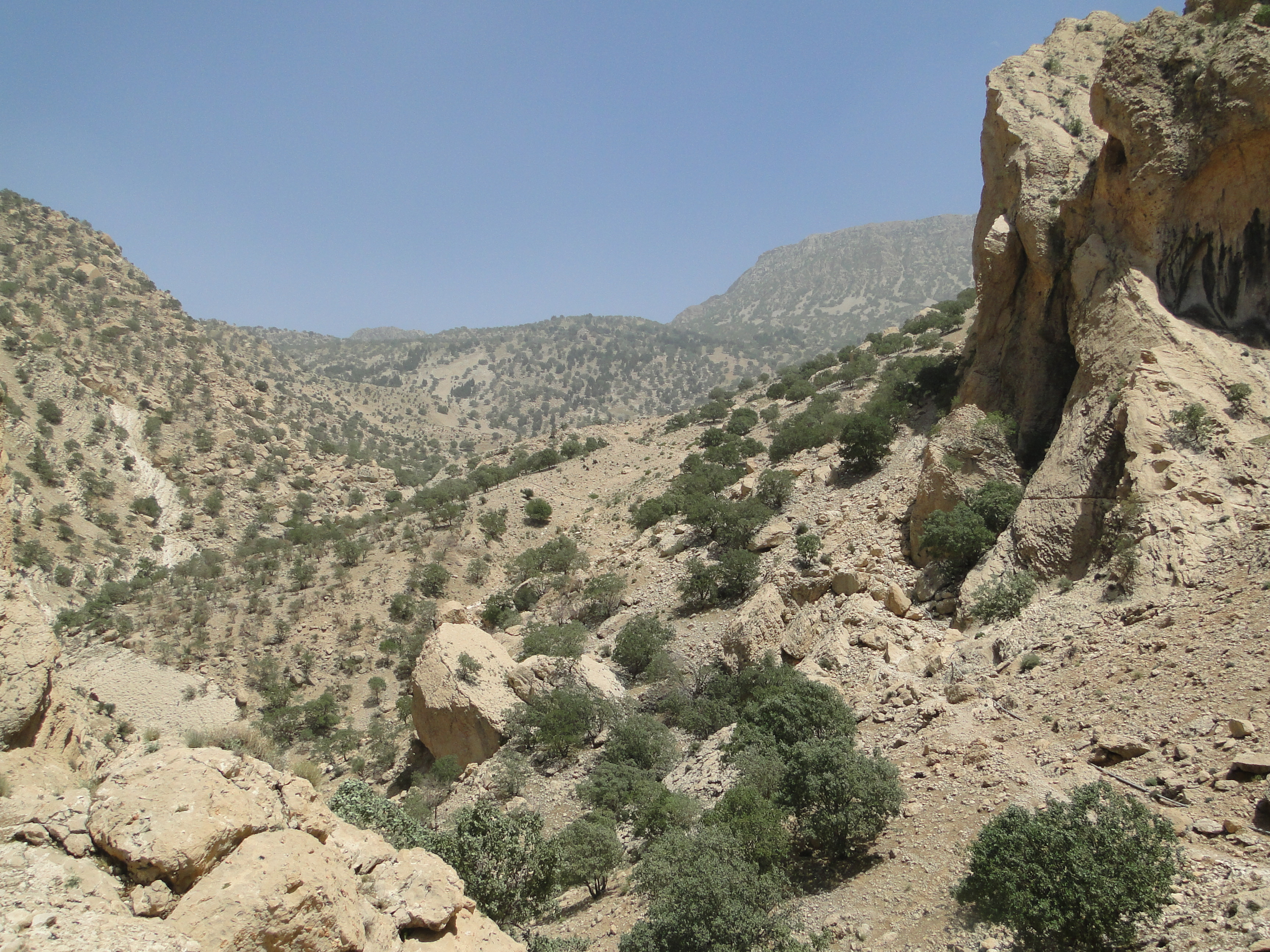
منظره ای زیبا از تنگ باستانی سولک

تنگ سولک، سالک یا ساولک روستایی از توابع بخش مرکزی شهرستان بهمئی در استان کهگیلویه و بویراحمد ایران است.

## جمعیت
این روستا در دهستان بهمئی گرمسیری جنوبی قرار دارد و براساس سرشماری مرکز آمار ایران در سال ۱۳۸۵، جمعیت آن زیر سه خانوار بوده‌است.

## نقش‌برجسته‌های تنگ سولک
در فاصله بین دوکوه تنگه سولک  یا سرلک که نشان دهنده ای این است ک بالا ی منطقه ی لیکک که قبلا منطقه ای لک بوده است قرار داشت . در تنگه سولک سه ستون سنگی بلند قرار دارد که تمام سطح آن با نقوش مختلف و گوناگون حجاری شده است و ناخودآگاه در ذهن آدمی با نقش‌های زیبای تخت جمشید مقایسه می‌شود. روی ستون‌ها خط نوشته‌هایی وجود دارد که نشان از خطوط باستانی است. در جبهه شمالی در بالا و پایین دو نقش برجسته دیده می‌شود که پادشاهی حین نشستن بر تخت است و در قسمت پایین تخت پرندگانی به طرح عقاب حجاری شده است. اجتماع درباریان در طاق تخت سلطنت توسط نقشی دیگر به تصویر کشیده شده است. تمام درباریان در این نقش سربرهنه هستند. دو نیایشگر نیز در جبهه جنوبی به چشم می‌خورد که نیایشگر اولی روی سکوی مقابل آتشدان و نیایشگر دیگر کمی پایین‌تر و پشت سر اولی دیده می‌شود. در جبهه غربی نیز دو کرد با بازوهای گشاده دیده می‌شود.